# Ruff Ryders Entertainment
Ruff Ryders Entertainment — нью-йоркська звукозаписна та керуюча компанія, що спеціалізується на хіп-хоп музиці. Заснована вона була в 1988 Чівон Дін та її братами Дерріном і Хоакіном — дядьками продюсера Swizz Beatz. Деякі помилково думають, що назва походить від банди Теодора Рузвельта Rough Riders, першого добровільного кавалерійського полку під час Іспансько-американської війни.
Засновники Ruff Ryders спочатку стали відомими, будучи менеджерами DMX, який став мульти-платиновою зіркою Def Jam Recordings наприкінці 1990-х. Після успіху DMX, керуюча компанія заснувала свій власний лейбл у складі Interscope Records і спіткала успіх з релізом реперки Eve, сформованої Bad Boy Records групою The Lox та їх учасниками Jadakiss, Styles P, Sheek Louch, а також Drag-On та Jin, переможцем змагання BET's 106 & Park freestyle MC battle. Племінник Дінів Swizz Beatz став одним із найзатребуваніших продюсерів. 2006 року Cassidy був підписаний на Ruff Ryders через лейбл Swizz Beatz Full Surface.

## Історія
Рафф Райдерс починав як менеджер DMX і The LOX.
У 1997 році через Ірва Готті Def Jam підписали контракт з першим виконавцем Ruff Ryders DMX. Після підписання DMX Ruff Ryders був запущений як звукозаписний лейбл. Перший студійний альбом DMX, It's Dark and Hell Is Hot, вийшов 12 травня 1998 року і став першим релізом Ruff Ryders як звукозаписного лейбла. Частина альбому була записана на головній студії Ruff Ryders Powerhouse Studios. На альбомі були присутні інші артисти Ruff Ryders, Loose і Big Stan, а також 17-річний Drag-On, який підписав контракт у 1997 році. Він також містив продакшн внутрішніх продюсерів Ruff Ryders P.K. і Dame Grease, а також племінник Дінів, тоді ще підліток, Swizz Beatz, який на той час був відносно невідомий. It's Dark And Hell And Hell Is Hot дебютував під номером 1 у Billboard 200 і продав понад 250,000 примірників за перший тиждень. Альбом розійшовся тиражем у чотири мільйони копій в Америці, отримав чотирикратний платиновий сертифікат RIAA та продав п'ять мільйонів копій в усьому світі. Величезний успіх альбому привів Ruff Ryders до мейнстриму.

## Засновники
- Деррін «Ді» Дін
- Хоакін «Уоа» Дін
- Чівон Дін

## Учасники
- Jadakiss (Ruff Ryders / Koch Records / D-Block)
- Styles P (Ruff Ryders/ Koch Records / D-Block)
- Sheek Louch (Ruff Ryders/ Koch Records / D-Block)
- DMX (Ruff Ryders / Bodog Music / Bloodline Records)
- Eve (Ruff Ryders / Full Surface / Aftermath / Geffen)
- Swizz Beatz (Ruff Ryders / Full Surface / Universal Records)
- Lynne Timmes (aka LT) (Ruff Pop)
- Cassidy (Ruff Ryders / Full Surface / J Records)
- Yung Wun (Ruff Ryders / Full Surface / J Records)
- Kartoon (Ruff Ryders)
- Flashy (Ruff Ryders)
- Infa-Red &amp; Cross (Ruff Ryders)
- Aja Smith (Ruff Ryders)
- My-My (Ruff Ryders)

## Артисти, що залишили лейбл
- Fiend (1998—2001)
- Jin (2002—2005)
- Drag-On (1998—2006)
- J-Hood (2000—2007)

## Продюсери
- Swizz Beatz
- Neo Da Matrix
- PK aka P. Killer Trackz

## Лейбли, засновані учасниками Ruff Ryders
- D-Block Records Заснований Jadakiss, Styles P & Sheek Louch
- Bloodline Records Заснований DMX
- Full Surface Заснований Swizz Beatz
- Hood Environment Заснований Drag-On
- 354 Entertainment Заснований Styles P
- ODG Entertainment Заснований J-Hood
- Larsiny Records Заснований Larsiny
- Real Ill Records Заснований Cassidy & Larsiny
- Banga Sqaud Founded Bound Neo Da Matrix
- Vacant Lot Founded Заснований Dame Grease

## Релізи
DMX
- It's Dark and Hell Is Hot (1998)
- Flesh of My Flesh, Blood of My Blood (1998)
- ...And Then There Was X (1999)
- The Great Depression (2001)
- Grand Champ (2003)
- Year of the Dog...Again (2006)
- Definition of X: The Pick of The Litter (Greatest Hits) (2007)
- The Best of DMX (2010)

Drag-On
- Opposite of H2O (2000)
- Hell and Back (2004)

Eve
- Let There Be Eve…Ruff Ryders' First Lady (1999)
- Scorpion (2001)
- Eve-Olution (2002)
- Here I Am (2008)

Jadakiss
- Kiss tha Game Goodbye (2001)
- Kiss of Death (2004)
- The Last Kiss (2009)

Styles P
- A Gangster and a Gentleman (2002)
- Time Is Money (2006)
- The Ghost Sessions (2007)
- Super Gangster, Extraordinary Gentleman (2007)

Sheek Louch
- Walk Witt Me (2003)
- After Taxes (2005)

The LOX
- We Are The Streets (2000)

Jin
- The Rest Is History (2004)

Ruff Ryders
- Ryde or Die Vol. 1 (1999)
- Ryde or Die Vol. 2 (2000)
- Ryde or Die Vol. 3: In The «R» We Trust (2001)
- The Redemption Vol. 4 (2005)
- Ruff Ryders: Past, Present, Future (2011)

Swizz Beatz
- Swizz Beatz Presents G.H.E.T.T.O. Stories (2002)
- One Man Band Man (2007)

Cassidy
- BARS The Barry Adrian Reese Story (2007)

Kartoon
- 1st Driveby (2007)